# Calosoma
Calosoma es un género de coleópteros adéfagos de la familia Carabidae. Hay alrededor de 50 especies. Es el único miembro de la subtribu Calosomatina.
Son unos escarabajos grandes de color negro con brillos metálicos. Tienen glándulas que producen una secreción maloliente que usan como defensa.
Se alimentan de orugas, se los usa como control biológico y han sido introducidos en algunos lugares para combatir ciertas plagas, como la polilla gitana. También se ha comprobado que Calosoma granulatum participa en dispersión forética de nematodos entomopatógenos como Heterorhabditis amazonensis. Por eso son considerados como insectos beneficiosos. 

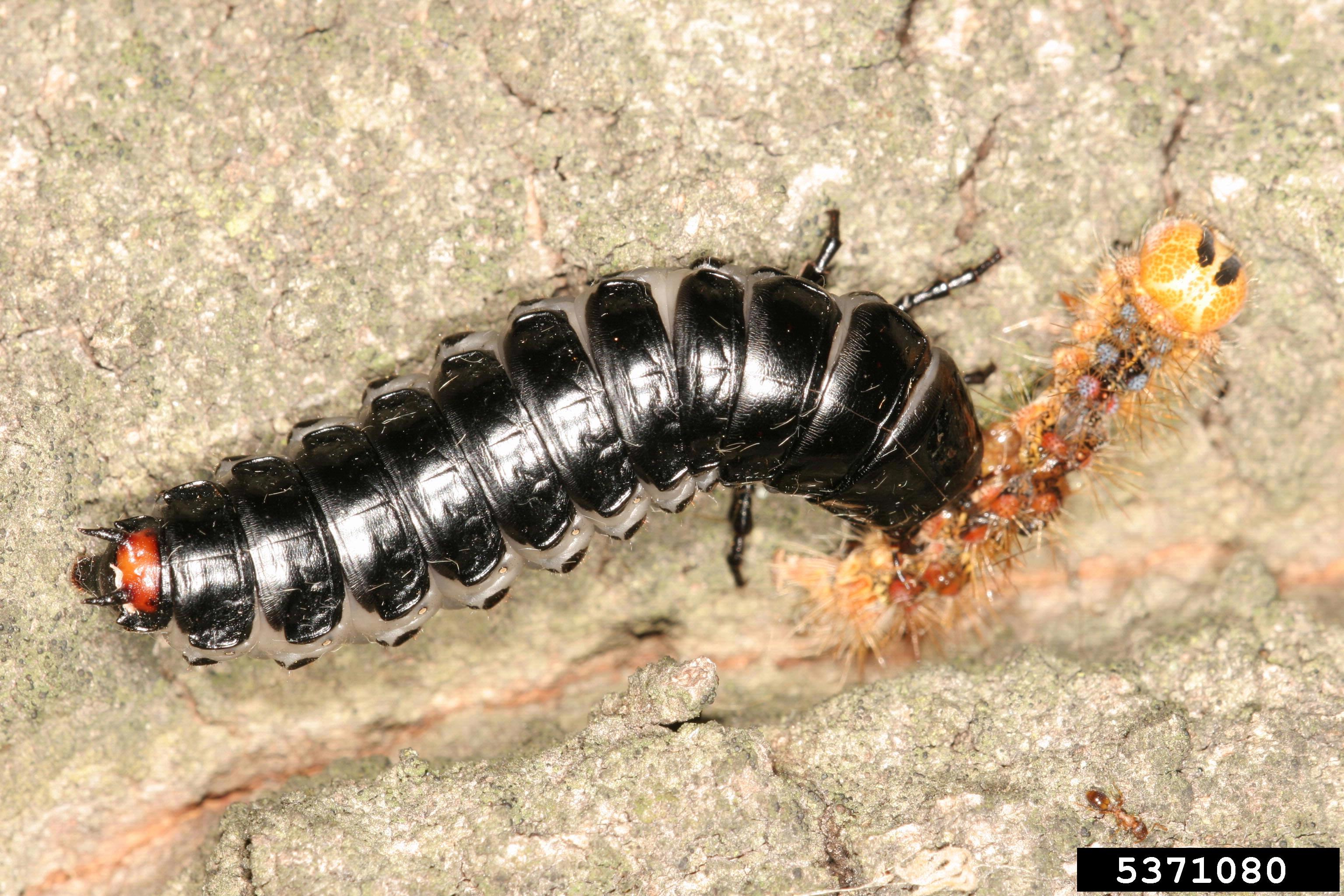
Larva de Calosoma sycophanta alimemtándose de oruga de Lymantria dispar

## Especies
- Calosoma abbreviatum Chaudoir, 1869
- Calosoma abyssinicum Gestro, 1880
- Calosoma aethiopicum Breuning, 1928
- Calosoma aethiops Jeannel, 1940
- Calosoma affine Chaudoir, 1843
- Calosoma akkolicus Obydov Et Gottwald, 2002
- Calosoma algiricum Géhin, 1885
- Calosoma alinderi (Breuning, 1928)
- Calosoma alternans Fabricius, 1792
- Calosoma altipeta Jeannel, 1940
- Calosoma ampliator Bates, 1891
- Calosoma angulatum Chevrolat, 1834
- Calosoma anthracinum Dejean, 1831
- Calosoma anthrax Semenov, 1900
- Calosoma antinorii Gestro, 1878
- Calosoma argentinense Csiki, 1927
- Calosoma arrowi Breuning, 1928
- Calosoma arrowianum Breuning, 1934
- Calosoma asper Jeannel, 1940
- Calosoma atrovirens Chaudoir, 1869
- Calosoma aurocinctum Chaudoir, 1850
- Calosoma auropunctatum Herbst, 1784
- Calosoma bastardi Alluaud, 1925
- Calosoma blaptoides Putzeys, 1846
- Calosoma brachycerum Gersteacke
- Calosoma breviusculus Mannerheim, 1830
- Calosoma bridgesi Chaudoir, 1869
- Calosoma brunneum Zhang; Liu & Shangguan, 1989
- Calosoma bulleri Beheim And Breuning, 1943
- Calosoma burtoni Alluaud, 1913
- Calosoma calidum Fabricius, 1775
- Calosoma calvini Wickham, 1909
- Calosoma cancellatum Eschscholtz, 1833
- Calosoma caraboides Heer, 1860
- Calosoma catenatus Roeschke, 1899
- Calosoma catenulatum Heer, 1865
- Calosoma ceresti Nel, 1989 >
- Calosoma chihuahua Gidaspow, 1959
- Calosoma chinense Kirby, 1819
- Calosoma chlorostictum Dejean, 1831
- Calosoma cicatricosum Chaudoir, 1869
- Calosoma cockerelli Wickham, 1910
- Calosoma concreta Casey, 1920
- Calosoma costipenne Chaudoir, 1869
- Calosoma cyaneoventre Mandl, 1955
- Calosoma cyanescens Motschulsky, 1859
- Calosoma davidi Géhin, 1885
- Calosoma dawsoni Dajoz, 1997
- Calosoma deckeni Gersteacker
- Calosoma declivis Dohrn, 1884
- Calosoma denticolle Gebler, 1833
- Calosoma deplanatum Heer, 1860
- Calosoma depressicolle Chaudoir, 1869
- Calosoma digueti Lapouge, 1924
- Calosoma diminutum Bates, 1891
- Calosoma discors LeConte, 1857
- Calosoma elegans Kirsch, 1859
- Calosoma elgonense Burgeon, 1928
- Calosoma emmonsii Scudder, 1900
- Calosoma eremicola Fall, 1910
- Calosoma escheri Heer, 1860
- Calosoma escrobiculatum Heer, 1860
- Calosoma eversmanni Chaudoir, 1850
- Calosoma externum Say, 1823
- Calosoma fernquisti Cockerell, 1924
- Calosoma fischeri Fischer, 1842
- Calosoma flohri (Bates, 1884)
- Calosoma frigidum Kirby, 1837
- Calosoma fulgens Chaudoir, 1869
- Calosoma galapageium Hope, 1838
- Calosoma gebieni Breuning, 1928
- Calosoma gestroi Breuning, 1928
- Calosoma glabratum Dejean, 1831
- Calosoma glaciale Kolbe, 1905
- Calosoma glasunovi Semenov, 1900
- Calosoma granatense Géhin, 1885
- Calosoma grandidieri Maindron, 1900
- Calosoma granulatum Perty, 1830
- Calosoma grumi Semenov, 1900
- Calosoma guineense Imhoff, 1843
- Calosoma harrarensis Jacobson, 1900
- Calosoma haydeni Horn, 1870
- Calosoma heeri Scudder, 1895
- Calosoma himalayanum Gestro, 1875
- Calosoma imbricatum Klug, 1832
- Calosoma indicum Hope, 1831
- Calosoma inquisitor Linnaeus, 1758
- Calosoma investigator Illiger, 1798
- Calosoma iranicum Mandl, 1953
- Calosoma jaccardi Heer, 1860
- Calosoma jakli Häckel; Farkac & Sehnal, 2005
- Calosoma janssensi Basilewsky, 1953
- Calosoma karelini Fischer-Waldheim, 1846
- Calosoma kenyense Breuning, 1928
- Calosoma klapperichi Mandl, 1955
- Calosoma kuschakewitschi Ballion, 1870
- Calosoma laeve Dejean, 1826
- Calosoma laevigatum Chaudoir, 1869
- Calosoma lariversi Van Dyke, 1943
- Calosoma latipenne G. Horn, 1870
- Calosoma leleupi Basilewsky, 1962
- Calosoma leleuporum (Basilewsky, 1968)
- Calosoma lepidum LeConte, 1845
- Calosoma lesnei Breuning, 1931
- Calosoma linelli Mutchler, 1925
- Calosoma lugens Chaudoir, 1869
- Calosoma luxatum Say, 1823
- Calosoma macrum Leconte, 1853
- Calosoma maderae Fabricius, 1775
- Calosoma marginale Casey, 1897
- Calosoma marginatus Gebler, 1829
- Calosoma masaicus Alluaud, 1912
- Calosoma maximoviczi A.Morawitz, 1863
- Calosoma mirificus Casale, 1979
- Calosoma moniliatum (LeConte, 1852)
- Calosoma moniliatus Le Conte, 1851
- Calosoma monticola Casey, 1913
- Calosoma morelianum Bates, 1891
- Calosoma morrisonii G. Horn, 1885
- Calosoma nauckianum Heer, 1860
- Calosoma neumanni Kolbe, 1895
- Calosoma nyassicus Basilewsky, 1984
- Calosoma oberthuri Vuillet, 1910
- Calosoma obsoletum Say, 1823
- Calosoma oceanicum Perroud & Montrouzier, 1864
- Calosoma olivieri Dejean, 1831
- Calosoma omiltemium Bates, 1891
- Calosoma oregonum (Gidaspow, 1959)
- Calosoma orientale Hope, 1838
- Calosoma orizabae Jeannel, 1940
- Calosoma palmeri Horn, 1876
- Calosoma panderi Fischer, 1822
- Calosoma parvicolle Fall, 1910
- Calosoma pavlovskii Kryzhanovskij, 1955
- Calosoma peksi Heinz & Pavesi, 1995
- Calosoma pentheri Apfelbeck, 1918
- Calosoma peregrinator Guérin-Méneville, 1844
- Calosoma persianum Morvan, 1974
- Calosoma peruviense Mandl, 1971
- Calosoma planicolle Chaudoir, 1869
- Calosoma politum Chaudoir, 1869
- Calosoma porosifrons Bates, 1891
- Calosoma prominens Leconte, 1853
- Calosoma protractum Leconte, 1862
- Calosoma pseudocarabus Semenov & Redikorzev, 1928
- Calosoma pumicatus Lapouge, 1907
- Calosoma raffrayi Fairmaire, 1883
- Calosoma regelianus A. Morawitz, 1886
- Calosoma reitteri Roeschke, 1897
- Calosoma relictum Apfelbeck, 1918
- Calosoma reticulatum Fabricius, 1787
- Calosoma retusum Fabricius, 1775
- Calosoma rufipenne Dejean, 1831
- Calosoma rugulosum Breuning, 1943
- Calosoma sayi Dejean, 1826
- Calosoma scabrosum Chaudoir, 1843
- Calosoma schayeri Erichson, 1842
- Calosoma scrutator Fabricius, 1775
- Calosoma semilaeve Leconte, 1851
- Calosoma senegalense Dejean, 1831
- Calosoma simplex Leconte, 1878
- Calosoma splendidum Dejean, 1831
- Calosoma sponsa Casey, 1897
- Calosoma strandi Breuning, 1934
- Calosoma striatipenne Chaudoir, 1869
- Calosoma striatulum Chevrolat, 1835
- Calosoma subaeneum Chaudoir, 1869
- Calosoma subasperatum Schaeffer, 1915
- Calosoma substriatus Motschulsky, 1859
- Calosoma subtilestriatus Mandl, 1954
- Calosoma sycophanta Linnaeus, 1758
- Calosoma sylvestre (Lassalle, 2009)
- Calosoma tanganyicae (Jeannel, 1940)
- Calosoma tepidum Leconte, 1851
- Calosoma trapezipenne Chaudoir, 1869
- Calosoma usgentensis Solskyi, 1874
- Calosoma vagans Dejean, 1831
- Calosoma vermiculatum Straneo, 1942
- Calosoma viridissimum Haury, 1880
- Calosoma viridisulcatum Chaudoir, 1863
- Calosoma volkensi Kolbe, 1895
- Calosoma wilcoxi LeConte, 1847
- Calosoma wilkesii (LeConte, 1852)